# Baron Kindersley

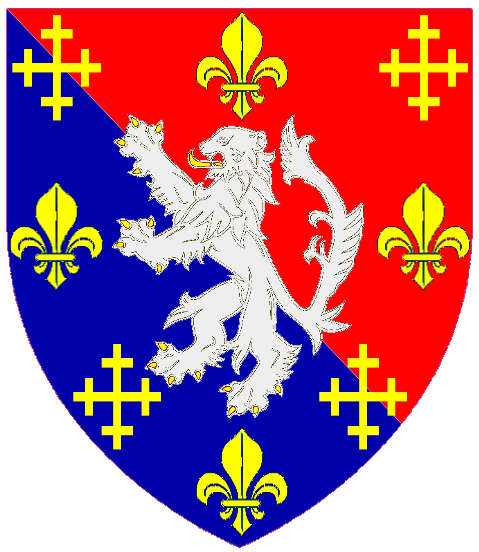
Wappen der Barone Kindersley

Baron Kindersley, of West Hoathly in the County of Sussex, ist ein erblicher britischer Adelstitel in der Peerage of the United Kingdom.

## Verleihung
Der Titel wurde am 28. Februar 1941 für den Geschäftsmann Sir Robert Kindersley geschaffen, in Anerkennung seiner Tätigkeit als Präsident des National Savings Committee.
Heutiger Titelinhaber ist seit 2013 dessen Urenkel Rupert Kindersley als 4. Baron.

## Liste der Barone Kindersley (1941)
- Robert Kindersley, 1. Baron Kindersley (1871–1954)
- Hugh Kindersley, 2. Baron Kindersley (1899–1976)
- Robert Kindersley, 3. Baron Kindersley (1929–2013)
- Rupert Kindersley, 4. Baron Kindersley (* 1955)

Titelerbe (Heir apparent) ist der Sohn des aktuellen Titelinhabers, Hon. Frederick Kindersley (* 1987).